# Saxifraga peplidifolia
Saxifraga peplidifolia är en stenbräckeväxtart som beskrevs av Adrien René Franchet. Saxifraga peplidifolia ingår i Bräckesläktet som ingår i familjen stenbräckeväxter. Inga underarter finns listade i Catalogue of Life.